# ندرایم هیلی
ندرایم هیلی (انگلیسی: Ndriqim Halili؛ زادهٔ ۲۹ ژانویهٔ ۱۹۹۳) بازیکن فوتبال اهل آلمان است.
وی همچنین در تیم‌های ملی فوتبال جوانان آلمان و Germany national under-16 football team بازی کرده‌است.